# 墙草属
墙草属（学名：Parietaria）是荨麻科下的一个属，为一年生或多年生、披散草本植物。该属共有30种，分布于温带和热带地区。